# 1964–1965-ös bajnokcsapatok Európa-kupája
A bajnokcsapatok Európa-kupája 10. szezonja. A kupát az immár kétszeres bajnok olasz Internazionale nyerte. A döntőt az olasz San Siróban (Milánó) rendezték 1965. május 27-én.
A Győri ETO révén másodjára jutott magyar csapat a legjobb négy közé.

## Eredmények

### Selejtező
| 1. csapat             | Össz. | 2. csapat         | 1. mérk. | 2. mérk. |
| --------------------- | ----- | ----------------- | -------- | -------- |
| Sliema Wanderers      | 0–7   | Dinamo Bucureşti  | 0–2      | 0–5      |
| Rangers               | 5–51  | FK Crvena Zvezda  | 3–1      | 2–4      |
| Rapid Wien            | 5–0   | Shamrock Rovers   | 3–0      | 2–0      |
| Glentoran             | 4–5   | Panathinaikósz    | 2–2      | 2–3      |
| Partizani Tirana      | 0–2   | 1. FC Köln        | 0–0      | 0–2      |
| Anderlecht            | 2–22  | Bologna           | 1–0      | 1–2      |
| KR Reykjavík          | 1–11  | Liverpool         | 0–5      | 1–6      |
| Chemie Leipzig        | 2–6   | Győri Vasas ETO   | 0–2      | 2–4      |
| Lokomotiv Szofija     | 8–5   | Malmö FF          | 8–3      | 0–2      |
| Door Wilskracht Sterk | 4–1   | Fenerbahçe        | 3–1      | 1–0      |
| Reipas Lahti          | 2–4   | Lyn               | 2–1      | 0–3      |
| Boldklubben 1909      | 2–9   | Real Madrid       | 2–5      | 0–4      |
| Dukla Praha           | 4–42  | Górnik Zabrze     | 4–1      | 0–3      |
| AS Saint-Étienne      | 3–4   | La Chaux-de-Fonds | 2–2      | 1–2      |
| Aris                  | 2–10  | SL Benfica        | 1–5      | 1–5      |

1A Rangers egy harmadik mérkőzésen 3–1-re legyőzte az FK Crvena Zvezda csapatát, így továbbjutott a következő körbe.

2A továbbjutást érmefeldobással döntötték el, miután a harmadik mérkőzés 0–0-ra végződött.

### 1. forduló (Nyolcaddöntő)
| 1. csapat             | Össz. | 2. csapat         | 1. mérk. | 2. mérk. |
| --------------------- | ----- | ----------------- | -------- | -------- |
| Panathinaikósz        | 2–3   | 1. FC Köln        | 1–1      | 1–2      |
| Liverpool             | 4–0   | Anderlecht        | 3–0      | 1–0      |
| Internazionale        | 7–0   | Dinamo Bucureşti  | 6–0      | 1–0      |
| Rangers               | 3–0   | Rapid Wien        | 1–0      | 2–0      |
| Door Wilskracht Sterk | 8–1   | Lyn               | 5–0      | 3–1      |
| Győri Vasas ETO       | 8–7   | Lokomotiv Szofija | 5–3      | 3–4      |
| La Chaux-de-Fonds     | 1–6   | SL Benfica        | 1–1      | 0–5      |
| Real Madrid           | 6–2   | Dukla Praha       | 4–0      | 2–2      |

### Negyeddöntő
| 1. csapat             | Össz. | 2. csapat       | 1. mérk. | 2. mérk. |
| --------------------- | ----- | --------------- | -------- | -------- |
| 1. FC Köln            | 0–01  | Liverpool       | 0–0      | 0–0      |
| Internazionale        | 3–2   | Rangers         | 3–1      | 0–1      |
| Door Wilskracht Sterk | 1–2   | Győri Vasas ETO | 1–1      | 0–1      |
| SL Benfica            | 6–3   | Real Madrid     | 5–1      | 1–2      |

1
A továbbjutást érmefeldobással döntötték el, miután a harmadik mérkőzés 2–2-re végződött.

### Elődöntő
| 1. csapat       | Össz. | 2. csapat      | 1. mérk. | 2. mérk. |
| --------------- | ----- | -------------- | -------- | -------- |
| Liverpool       | 3–4   | Internazionale | 3–1      | 0–3      |
| Győri Vasas ETO | 0–5   | SL Benfica     | 0–1      | 0–4      |

### Döntő
| 1965. május 27. | Internazionale | 1–0   | SL Benfica | San Siro (Milánó) Nézőszám: 85,000 v.: Dienst (Svájc) |
| 1965. május 27. | da Costa 42'   | (1–0) |            | San Siro (Milánó) Nézőszám: 85,000 v.: Dienst (Svájc) |

| Az 1964–65-ös bajnokcsapatok Európa-kupájának győztese |
| Internazionale 2. cím                                  |
| ← 1963–64 Internazionale                               |
| Real Madrid 1965–66 →                                  |